# Alejandro González Yáñez
Alejandro González Yáñez (Ciudad de México; 9 de septiembre de 1956), conocido popularmente como Gonzalo Yáñez, es un político mexicano, fundador del Comité de Defensa Popular (CDP) en el estado de Durango, cofundador de la Coordinadora Nacional del Movimiento Urbano Popular (CONAMUP) y cofundador del Partido del Trabajo (PT) en el estado de Durango y a nivel nacional, en donde ha sido dirigente del Comité Directivo Estatal y miembro de la dirigencia nacional colegiada del Partido del Trabajo.

## Trayectoria política
Fue diputado local al Congreso de Durango de 1989 a 1992, candidato a Presidente Municipal de Durango en 1992, resultando electo para el periodo de 1992 a 1995. Fue elegido diputado federal por mayoría a la LVII Legislatura por el V Distrito Electoral Federal de Durango, para el período legislativo 1997-2000, aunque renunció a su cargo en 1998 y fue candidato a Gobernador de Durango por el PT ese mismo año. Volvió a ser diputado federal a la LIX Legislatura del Congreso de la Unión por representación proporcional, de 2003 a 2006, donde fue Coordinador del grupo parlamentario del PT.
Fue elegido Senador de la República por la vía de la representación proporcional a la LX Legislatura del Congreso de la Unión siendo nombrado Coordinador del PT en el Senado de la República. En 2010, solicitó licencia como senador y fue nuevamente candidato de su partido, el PT, a la Presidencia Municipal de la Ciudad de Durango en las Elecciones estatales de Durango de 2010. Fue candidato a diputado federal por el IV Distrito Electoral Federal de Durango por la Coalición electoral Movimiento Progresista en las elecciones federales de México de 2012.
Fue candidato a diputado al Congreso del estado de Durango por el V Distrito Local Electoral, para las elecciones estatales de 2013, siendo apoyado por una alianza de facto PAN-PT. En 2015, fue nuevamente, candidato a diputado federal por el IV Distrito Electoral Federal de Durango.
Fue elegido Senador de la República en las históricas elecciones federales del 1 de julio de 2018 por la coalición Juntos haremos historia (Morena, Partido del Trabajo y Encuentro Social) en las que también resultó elegido Andrés Manuel López Obrador como Presidente de México, por esta misma coalición.
El 5 de marzo el senado de México le otorgó licencia para contender por la alcaldía de Victoria de Durango en las elecciones estatales del 2019.